# Brandon Vincent
Brandon Vincent (* 1. Mai 1994 in Los Angeles, Kalifornien) ist ein ehemaliger US-amerikanischer Fußballspieler. Der Abwehrspieler spielte von 2016 bis 2018 für Chicago Fire in der Major League Soccer.

## Karriere

### Jugend
Von 2008 bis 2012 spielte Vincent für die Jugendfußballmannschaften des Real So Cal Soccer Clubs. 2012 wechselte er an die Stanford University und spielte für die Stanford Cardinals. In seinen insgesamt 80 Spielen für die Cardinals erzielte er drei Tore. Er wurde mehrfach in die Auswahlmannschaft NSCAA first-team All-American berufen und erhielt die Auszeichnung Pac-12 Defensive Player of the Year. 2015 gewann er mit der Mannschaft den nationalen Titel, die sogenannte NCAA Division I Men’s Soccer Championship.

### Chicago Fire
Im MLS SuperDraft 2016 wurde er von Chicago Fire ausgewählt. Er war zuvor vom New York City FC gewählt worden, diese tauschten ihn aber gegen Jack Harrison.
Sein Debüt gab er am ersten Spieltag der MLS-Saison 2016 im Spiel gegen den New York City FC. Bei der 3:4-Niederlage stand er die vollen 90 Minuten auf dem Platz. Im Ligaspiel gegen die Portland Timbers am 6. Juli 2017 erzielte er beim 2:2-Unentschieden seinen ersten Profitreffer. Im November 2018 gab Vincent im Alter von 24 Jahren überraschend sein Karriereende zum Ende der Saison bekannt.

### Nationalmannschaft
Am 5. Februar 2016 gab er sein Debüt für die Fußballnationalmannschaft der Vereinigten Staaten in einem Freundschaftsspiel gegen Kanada. Es blieb sein einziges Länderspiel.